# Broa de Avintes
El Broa de Avintes també conegut com a Boroa de Avintes (especialment pels habitants d'Avintes, port de Vila Nova de Gaia, per aquesta raó també anomenada la "terra da broa") és un dels dos tipus de pa (pão) amb major tradició de la gastronomia de Portugal i força consumit al nord de Portugal. És un dels aliments més apreciats pels portuguesos, i probablement el pa més conegut fora del país.
Des del 1988 tots els anys se celebra a Vila Nova de Gaia la festa A Festa da Broa durant quatre dies de la primera quinzena de setembre que té com a producte estreball la Broa de Avintes

## Característiques i elaboració
El Broa de Avintes és un pa de color castany fosc amb una textura molt densa, un gust intens agredolç, de forma alta i base estreta. Elaborat amb farina blat i sègol. Té un procés de producció particularment lent. Es cou aproximadament durant unes cinc o sis hores al forn i seguidament s'empolsa la part superior amb farina. Es comercialitza formant torres.